# San Norberto all'Esquilino

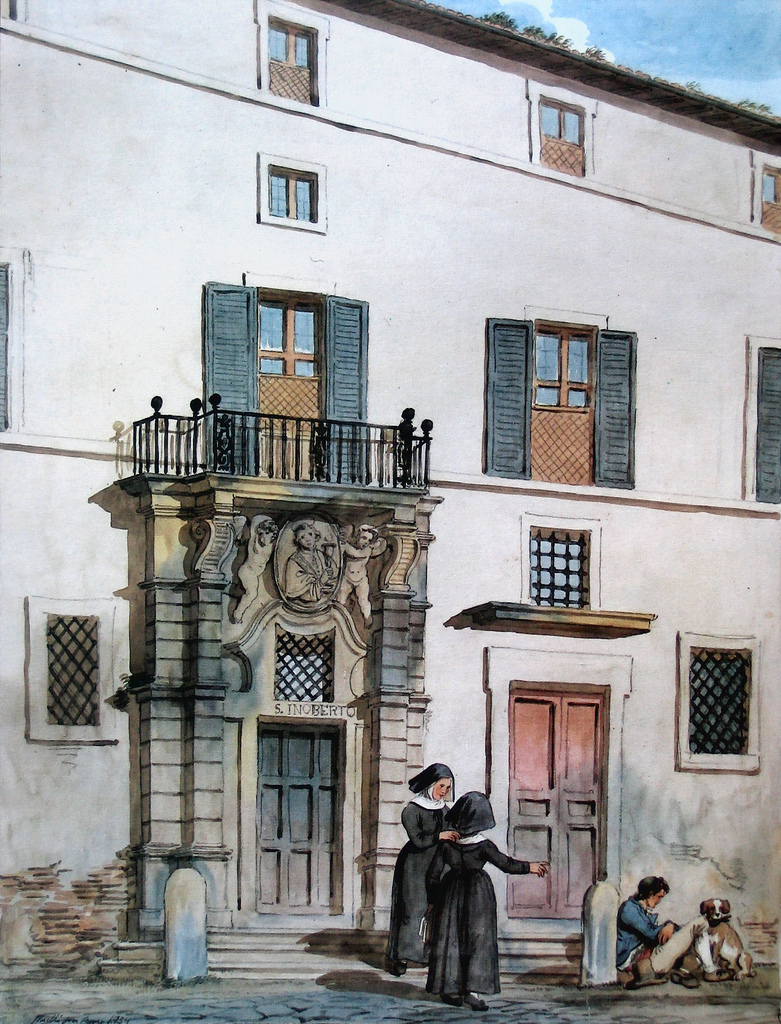
Vista da fachada numa aquarela de Achille Pinelli (1836).

San Norberto all'Esquilino, conhecida também apenas como San Norberto, era uma igreja conventual de Roma que ficava do lado leste da moderna Via Agostino Depretis, no rione Castro Pretorio, de frente para a Piazza di Viminale. Era dedicada a São Norberto de Xanten.

## História
Esta igreja foi construída em 1627, durante o pontificado do papa Urbano VIII (r. 1623-1644), para um mosteiro que ficava na sede romana da ordem dos premonstratenses, de cânones regulares agostinianos atualmente mais conhecidos como "norbertinos", uma referência ao seu fundador, São Norberto de Xanten.

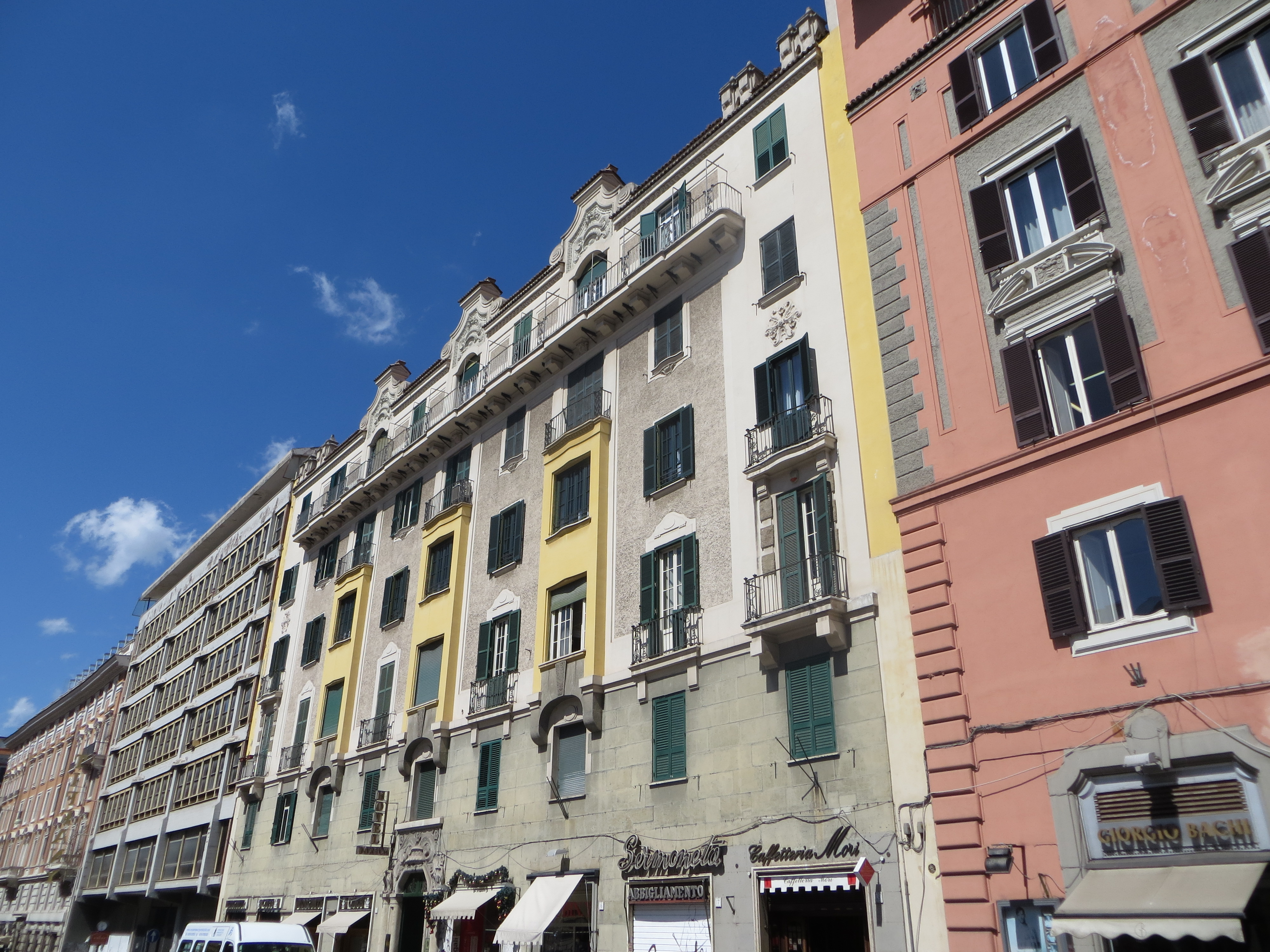
Vista do local atualmente. Note o portal rebuscado no edifício em primeiro plano.

Depois de uma ampla reforma no final do século XVIII, o mosteiro foi suprimido durante a ocupação francesa de Roma e não foi refundado depois da liberação. Em 1833, o complexo foi ocupado pelas Suore di Nostra Signora di Rifugio in Monte Calvario ("Irmãs de Nossa Senhora do Refúgio no Monte Calvário"), duas das quais aparecem representadas na frente da igreja na aquarela de Achille Pinelli (1835). Assim como vários outros conventos, este foi secularizado em 1873 e acabou sendo demolido no final do século XIX. As irmãs acabaram se mudando para uma nova igreja no rione Esquilino, Santa Maria Addolorata all'Esquilino, onde estão expostas imagens que elas tiraram durante a expulsão.
A atual sede dos premonstratenses em Roma fica na Viale Giotto, 27, perto da Porta San Paolo, um local conhecido como Colleggio San Norberto.

## Descrição

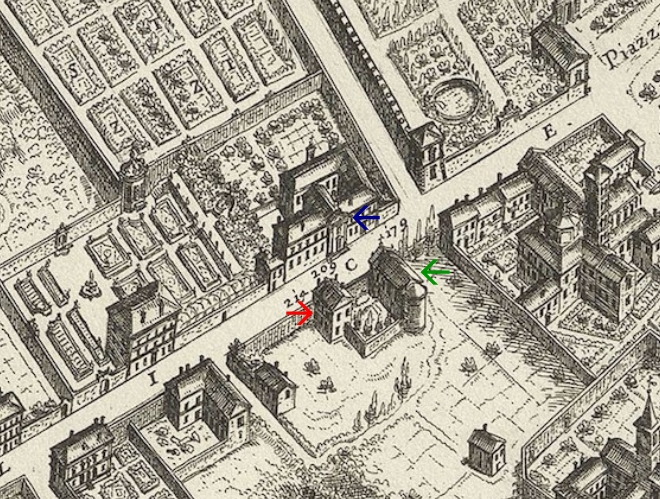
Nesta gravura de Giovanni Battista Falda (1676) estão as igrejas demolidas à volta da moderna Piazza del Viminale: em azul, San Norberto; em vermelho, San Paolo Primo Eremita e, em verde, Santa Maria della Sanità.

O local onde ficava a igreja era de frente para a Piazza del Viminale e um rico portal neobarroco num edifício moderno marca o local, mas a linha da fachada provavelmente ficava onde fica a sarjeta da via atual. Uma outra referência é que esta igreja ficava quase de frente para Santa Maria della Sanità, um pouco mais adiante para o nordeste.
A planta, de tamanho diminuto, tinha o formato de uma cruz, com uma nave longa e estreita e um transepto com duas capelas laterais externas. A fachada de frente para a via dos dois lados era ocupada pelos aposentos pessoais do conventos, que chegavam até a Via del Viminale. Não havia um claustro e a igreja não tinha uma fachada propriamente dita além do portal.
O portal era muito simples e ficava diretamente na parede do mosteiro flanqueado por quatro colunas planas com uma varanda logo acima. No lintel estava o nome do santo, S. Noberto. Sobre ela estava uma janela retangular de topo curvo; entre ela e a varanda acima estava um tondo elíptico com um relevo em estuque do santo suportado por dois grandes putti também em estuque. Entre a janela e o tondo passava uma arquivolta com um cone no formato de um vulcão.
Na parede direita estava "Papa Honório II aprova a Ordem de São Norberto" e, no altar direito, uma "Aparição da Virgem a Santo Armando", de Stefano Pozzi. Na abside, estavam "Santo Agostinho entre a Regra a São Norberto" e "Conversão de São Norberto"; sobre o altar-mor estava a escultura em mármore "A Virgem aparece a São Norberto". Na parede esquerda estava "São Norberto em Oração", também de Pozzi.